# Coke (fotbollsspelare)
Jorge Andújar Moreno, mer känd som Coke, född 26 april 1987 i Madrid, Spanien, är en spansk fotbollsspelare som spelar för Levante, på lån från Schalke 04. Coke spelar främst som högerback.
Den 16 december 2017 lånades Coke ut till Levante på ett låneavtal över resten av säsongen 2017/2018.